# (7835) Myroncope
(7835) Myroncope – planetoida z pasa głównego asteroid okrążająca Słońce w ciągu 4 lat i 29 dni w średniej odległości 2,55 j.a. Została odkryta 16 czerwca 1993 roku w Catalina Station przez Timothy'ego Spahra. Nazwa planetoidy pochodzi od Myrona Cope (1929-2008), dziennikarza sportowego. Została zasugerowana przez E. E. Mamajek. Przed nadaniem nazwy planetoida nosiła oznaczenie tymczasowe (7835) 1993 MC.